# メンB
『メンB』（メンビー）は、日本テレビ（NTV）系列で放送されていたコント中心の深夜のバラエティ番組である。放送時間や曜日は、各系列局ごとに異なっている。関東地区（NTV）では2004年4月16日に放送開始、2005年3月31日終了。タイトルは、裏の顔を意味する「B面」を逆さにした業界用語である。(番組内でアンジャッシュ渡部が説明した。佐久間ほか渡部以外のレギュラーメンバー達はその意味を知らずに出演していた。)
2004年4月16日から同年10月1日までは、NTVでは金曜日24:44 - 25:14に放送。関西地区では讀賣テレビ放送（YTV）で、日曜日の深夜（月曜未明の2時～3時台）に放送されていた。
2004年10月7日からNTVでは木曜日24:20 - 24:50に放送。メンバーの入れ替え（削減）をする。これにより、若手芸人と女性アイドルが出演するコント番組の形態になった。YTVでは同年10月で打ち切りとなった。
また名古屋地区（中京テレビ、CTV）では本放送終了後も不定期で再放送を行っていた。

## 出演者
日付データは関東地区でのもの。

### 第1期
（2004年4月16日 - 2004年10月1日）
「ラーメン味久」(みっくと読む。)という元は有名なライヴハウスだったラーメン屋(店内にステージがある)が主な舞台で、基本はシチュエーションコントであった。
- 戸田恵子
- 長井秀和
- 陣内智則
- アンジャッシュ（渡部建、児嶋一哉）
- エレキコミック（やついいちろう、今立進）
- インスタントジョンソン（渡辺隆浩、杉山貢一、佐藤祐造）
- 井上マー
- 佐久間一行
- タイムマシーン3号（山本浩司、関智大）
- POISON GIRL BAND（阿部智則、吉田大吾）
- ザ・たっち（角田拓也、角田和也）
- 伊藤裕子
- 勝村美香
- 中川翔子
- THEイナズマ戦隊

### 第2期
（2004年10月7日 - 2005年3月31日）
オープニングでは、男性タレント全員でロックバンドに扮して、ザ・ナックの『My Sharona』を演奏して熱唱しているふりをする。

「ラーメン味久」を舞台とした基本設定を廃止。
- アンジャッシュ（渡部建、児嶋一哉）
- エレキコミック（谷井一郎、今立進）
- 佐藤祐造（インスタントジョンソン）
- 陣内智則
- 長井秀和
- POISON GIRL BAND（阿部智則、吉田大吾）
- 佐久間一行
- 伊藤裕子（10月29日まで）
- 勝村美香
- 中川翔子
- 小野真弓（11月5日から）

## コント
- 『さっくんお兄さんの気にしない体操』 - 第2期オープニングコント。さっくんお兄さん（佐久間）と幼稚園児達（出演者全員）が、自虐的でおかしくも悲しい童謡[1]と、それに合わせた体操を披露。さっくんお兄さんの満面の笑みが、余計に悲しみを誘う。開始当初はさっくんお兄さん一人が司会だったが、まゆみお姉さん(小野)が途中から参加。『さっくん絵描き歌』という派生コーナーもあった。
- 『マイティーやつい』 - 「明るいよっ!!」「ハッピー注入!!」が持ちギャグの人気お笑いタレント・マイティーやつい（谷井）が巻き起こす珍騒動。底抜けに明るいキャラとして有名であるがためによるプライベートでの心の葛藤が涙を誘う。
- 『わた子』 - わた子（渡部）と中川と小野・勝村のいずれか1人で構成されるの女性3人と、児嶋と男性タレント2人の全6人が、居酒屋で合コンをする。皆はビールを呑むが、当時未成年の中川は烏龍茶を飲む。わた子は男性陣に完全アドリブのボケを振り、厳しいダメ出しをし、ボケが余りにもつまらないと「帰ってよし」と叱責する。オチは児嶋がわた子に物ボケの無茶振りをされ、豪快にスベって逃げるように退場するのが恒例。
- 『人の心が読めるサトル君』 - 人の心の声が読める陣内サトル君（陣内）の巻き起こす珍騒動。
- 『出待ち少女コジコ』 - お笑いタレントの出待ちをする、髪の長い少女・コジコ（児嶋）が巻き起こす珍騒動。
- 『禁断のレッスン――選手とコーチ』 - 選手の谷井に、コーチの渡部が稽古をする珍騒動。しかし、衆道の臭いが漂う……。獅子舞の稽古、蕎麦打ちの稽古等、回ごとに設定を変える衆道稽古シリーズとなった。毎回半泣きで青い顔をした中川（谷井のガールフレンドという設定?）から「男同士で何やってんのよ～!」と非難され、谷井は必死で誤解を解こうとするが、渡部に理不尽な二者択一を迫られ、結局渡部を受け入れてしまい、中川は渡部に罵倒され号泣しながら去っていく。
- 『ダウンタウンポイズンガールバンド戦隊』- イナズマ戦隊をバックバンドに従え、ダウン・タウン・ブギウギ・バンドのモノマネをしながらPOISON GIRL BANDが漫才をする。
- 『新人マネージャーよしだ』 - 陣内のマネージャー・よしだ（吉田）が巻き起こす珍騒動。よしだは陣内に対して、非常に生意気で挑発的である。また、友人の阿部君（阿部）を陣内の楽屋に招待し、陣内を困惑させる。
- 『アカペラ部』 - 高校のアカペラ同好会の4人（佐藤、谷井、渡部、児嶋、これに井上が加わることも）が、会を部活として承認して貰うために教諭（今立）と交渉する。しかしアカペラではなく、クイーンの歌『WE WILL ROCK YOU』の「♪ドンドン・ザッ。ドンドン・ザッ」と言うリズムに乗せて、不条理なパントマイムを披露するのだった……。
- 『やつい博士と陣内助手の研究日誌』 - 化学者のやつい博士（谷井）と、陣内助手（陣内）が、様々な研究をして巻き起こす珍騒動。
- 『BACK DRAFT』 - 長井、谷井、今立、佐藤の、破天荒な消防士4人が巻き起こす珍騒動。
- 『LIFE SAVERS』 - 『BACK DRAFT』の前身と言えるコント。
- 『外国語講座』
- 『吉川君が行く』 - 吉川君（吉川晃司の物真似をする長井）が巻き起こす珍騒動。「チャッ、チャッ、チャッ!」「シャッ!」「シャッ、シャッ!」「チャイ、チャイ!」と、意味不明の掛け声しか言わない。
- 『お兄さんと楽しい仲間達』 - 子供番組の楽屋裏を描く。番組が終った後にうさぎさん（渡部）が、歌のお兄さん（谷井）に対し「童謡の歌い方がなっていない」と厳しく叱責し、歌の稽古をする。前述の『さっくんお兄さん』のコーナーと関連性は特に無い。
- 『BARマティーニ』 - バーのマスター・長井が、悩める客・伊藤に心理テストを出す。しかし、導き出される解答は常にセクハラまがいに……。
- 『BARマルガリータ』 - 『BARマティーニ』の客が小野に変わったもの。セクハラ表現がさらに過激かつストレートに。
- 『ウザイル（MUSIC TRAIN）』 - 音楽番組『MUSIC TRAIN』（『ミュージックステーション』のパロディ）に、6人組み人気グループ・ウザイル（谷井、陣内、長井、渡部、児嶋、佐久間。EXILEのパロディ）が出演する。ウザイルはふざけてばかりいる。そして演歌歌手・三波ゆうぞう（佐藤）に厳しく怒られる。しかし、三波が逆上してスタジオから退席すると……。
- 『お茶らけまん』 - 試合で負けた後の野球部員の揃う野球部の部室に、佐久間扮するやかんの被り物をしたお茶らけまんが登場し、落ち込む野球部員たちを慰める。
- 『天才外科医ブラックサック』 - 外科医の長井が横たわる患者の渡部を治療するが、「現代医療ではもう術がない。」と患者家族である伊藤に告げる。看護士中川が側にいる。そこへ佐久間扮するブラックサック(ブラック・ジャックのパロディ)が満面の笑みで登場し、笑いで患者を治療する。
- 『24』－ドラマ「24」のパロディ。長井と陣内が24秒間でコントをする。
- 『年金三兄弟』－小泉純一郎役の長井と菅直人役の児嶋と土井たか子役の戸田の3人が行うショートコント。政治に関するネタが多い。締めは「もう辞任させてもらうわ！」である。
- エンディングクレジット(第1期)－THEイナズマ戦隊の歌をメンバー達が聞く。歌の前に番組に関するトークが入る場合もある。
- エンディングクレジット(第2期) - メンバー達が「So Much In Love」を歌うふりをする前で男性タレント1人と女性アイドルが寸劇をする。最後に今立がつっこむ。

## スタッフ
- 構成 - ヒロハラノブヒコ、上野耕平、桝本壮志、三田卓人、池谷フューチャ、星野さやか、のじしんいち、川崎良
- 音楽 - 小田敏文
- TM - 福王寺貴之
- SW - 小林宏義、江村多加司
- CAM - 蔦佳樹、鎌倉和由、荻野高康
- VE - 館野真也
- 音声 - 川合亮
- 照明 - 阿部権治
- 美術プロデューサー - 林健一
- 美術デザイン - 道勧英樹、塚越千恵
- 装置 - 岩田有立
- 電飾 - 伊藤伸明
- 特殊装置 - 平井
- 装飾 - 高橋吉彦
- 持道具 - 吉田美樹
- 衣裳 - 松沢麻季
- メイク - 中西樹里
- 結髪 - 松本多香子
- EED - 畠山和枝
- MA - 村尾博一、スタジオユニ
- 音効 - 佐藤裕二
- 楽器 -
- ロゴデザイン - 守屋健太郎、高井勇気
- 広報 - 立柗典子
- 演出補 - 内藤菜穂子、小岩井佑樹、高光由美、森下剛
- AP - 棚橋砂予
- デスク - 呉羽あゆみ
- ディレクター - 川邊昭宏、徳永清孝、藤原耕治、佐藤正樹、有元厚二 ／ 浪岡厚生
- 総合演出 - 三枝孝臣
- プロデューサー - 面高直子
- チーフプロデューサー - 吉田真
- 美術協力 - 日テレアート
- 制作協力 - Ecompany、THE WORKS
- 製作著作 - 日本テレビ